# بروتين بنس جونس
بروتين بٍنس جونس (بالإنجليزية: Bence Jones protein)‏ هو بروتين جلوبيولين أحادي النسيلة أو السلسلة الخفيفة لجلوبيولين مناعي يوجد في البول. ويرجح اكتشاف هذا البروتين في البول احتمال وجود مرض هام من أمراض الدم وهو (الورم النخاعي المتعدد) أو (وجود الجلوبيولين الكبروي في الدم المنسوب لفالدنشتروم).
بروتين بنس جونس له أهمية خاصة في تشخيص حالات الورم النخاعي المتعدد وذلك حين توجد مظاهر المرض مثل القصور الكلوي أو إصابات العظام المتآكلة أو فقر الدم (الأنيميا) وكذلك إذا ظهر عدد كبير من الخلايا البلازمية في فحص نخاع عظم المرضى. وكنسبة فإن بروتين بنس جونس يوجد في حولي ثلثي حالات الورم النخاعي المتعدد.
هذا البروتين عبارة عن السلسلة الخفيفة لجلوبيولين مناعي ويتم إنتاجه بواسطة خلايا بلازمية ورمية وغالباً ما تكون هذه السلاسل الخفيفة من النوع كابا وقليلاً تكون من النوع لامدا.
ووجود هذا البروتين في البول يكون ناتج عن انخفاض قدرة الكلى على الفلترة نتيجة القصور الكلوي الناتج عن ارتفاع نسبة الكالسيوم في الدم وذلك نتيجة تحرر الكالسيوم من تآكل العظام نتيجة النشاط الورمي.
في بداية اكتشاف هذا البروتين كان يتم تحديد وجوده بتسخين عينة البول حيث كان يترسب البروتين مع التسخين ثم يذوب مرة أخرى مع استمرار التسخين. ولكن في الأونة الحالية يتم أختباره بالفصل الكهربي للبول المركز. وبشكل أحدث تم أستخدام مجموعة من الفحوص لتحديد هذا البروتين في الدم في بعض الدراسات المنشورة وقد أوضح دقة أعلى من اختبارات البول لهذا البروتين خاصة في المرضى الذين ينتجون مستويات منخفضة من السلاسل الخفيفة الحرة الأحادية النسيلة مثل حالات الورم النخاعي المتعدد الغير مفرز، وذلك بسبب إعادة امتصاص الكلى للسلاسل الخفيفة الحرة المكونة للبروتين مما يترتب على ذلك وجود حد أدنى في الدم لابد من تجاوزه حتى يظهر هذا البروتين في البول.

## التاريخ
لقد تم وصف بروتين بنس جونس لأول مرة بواسطة الطبيب الإنجليزي هنري بينز جونز وذلك في عام 1847 م وتم نشر هذا الاكتشاف بعدها عام 1848 م. ثم بعد ذلك استطاع فرانك بوتنام تحديد تسلسل الأحماض الأمينية الكامل لهذا البروتين في معمل فريد سانجر بكامبردج.